# Black Tape for a Blue Girl
Black Tape for a Blue Girl – amerykańska darkwave’owa grupa muzyczna utworzona w 1986. Jej styl zawiera elementy muzyki gotyckiej, ambient, eterycznej oraz neoklasycznej.
Skład zespołu znacznie się zmieniał w ciągu ich całej kariery. Artyści współtworzący kolejne albumy grupy to przyjaciele oraz muzycy sesyjni z kręgu znajomych Sama Rosenthala.

## Dyskografia
- The Rope (1986 Projekt)
- Before the Buildings Fell (1986 Projekt)
- Mesmerized by the Sirens (1987 Projekt)
- Ashes in the Brittle Air (1989 Projekt)
- A Chaos of Desire (1991 Projekt)
- This Lush Garden Within (1993 Projekt)
- The First Pain to Linger (1996 Projekt)
- Across a thousand blades – a retrospective (1996 Projekt)
- Remnants of a Deeper Purity (1996 Projekt)
- With My Sorrows (1997 Projekt)
- Maxi-cd (1998 Projekt)
- As One Aflame Laid Bare by Desire (1999 Projekt)
- The Scavenger Bride (2002 Projekt)
- With a million tear-stained memories (2-CD) (2003 Projekt)
- The Scarecrow (cd-single) (2004 Projekt)
- Tarnished (cd-single) (2004 Projekt)
- Halo Star (2004 Projekt)
- The Scarecrow single (Maxi-CD) (2004 Projekt)
- The Pleasures Everlasting (EP) (2008)
- A Retrospective (Shadowplay Records 2008)
- 10 Neurotics (2009 Projekt & Trisol)